# Kudum-Höhle
Die Kudum-Höhle (englisch: Kudum Cave), gelegentlich auch Kudung-Höhle (englisch: Kudung Cave), ist eine Höhle im Upazila Teknaf, Distrikt Cox’s Bazar der Division Chittagong in Bangladesch. Sie ist die einzige der Öffentlichkeit bekannte Fledermaushöhle und die einzige bekannte Lehmhöhle des Landes.

## Geografie und Geologie
Die Höhle liegt etwa drei Kilometer westlich der Forststation Whykong im Teknaf Game Reserve auf einer Höhe von etwa 22 Meter über dem Meeresspiegel, inmitten dichter Strauchvegetation mit nur wenigen hohen Bäumen (21° 5′ 32″ N, 92° 10′ 10,1″ O). Die menschliche Nutzung der Gegend beinhaltet den Anbau von Betelpfeffer und den Schwendbau von Reis und Feldfrüchten durch indigene Bewohner. Die nächste menschliche Siedlung ist das von etwa 50 Familien der Chakma bewohnte Horikhola.
Die Kudum-Höhle ist ein etwa 38 Meter langer natürlich entstandener Hohlraum, der in Ost-West-Richtung verläuft. Der Höhleneingang ist vier bis fünf Meter hoch und zwischen einem und zweieinhalb Meter, am Boden etwa zwei Meter breit. Im Inneren ist die Höhle zwischen 10 und 14 Meter hoch, in drei Kammern unterteilt und mit einem nach hinten allmählich bis zum Boden abfallenden Deckengewölbe. Im hinteren Teil sickert Wasser in die Höhle. Der Boden ist stets mit dreißig bis sechzig Zentimeter tiefem Wasser bedeckt, während des Monsun kann der Wasserstand auf etwa einen Meter ansteigen. Das Klima ist feuchtwarm und ein schmales Rinnsal fließt nach draußen. Als einzige bekannte Höhle in Bangladesch ist sie nicht in Gestein, sondern in den für die Hügellandschaft des Distrikt Cox’s Bazar typischen Lehmboden eingebettet.

## Fauna
Das Teknaf Game Reserve zeichnet sich durch eine reichhaltige Fauna mit mindestens 55 Arten von Säugetieren aus, darunter Indische Elefanten, Bengalische Plumploris, Larvenroller, Fischkatzen, Muntjaks und Hörnchen. Zu den 286 nachgewiesenen Vogelarten gehören Rötelmausspechte, mehrere Arten von Eisvögeln und Dommeln. Daneben gibt es Nachweise von 56 Arten von Reptilien, 19 Amphibien und 290 Pflanzenarten.
Der aus Bangladesch stammende Mammaloge und Ornithologe Mohammad Ali Reza Khan, entdeckte die Höhle 1985 als erste und bislang einzige bekannte Fledermaushöhle Bangladeschs. Khan fand seinerzeit 50 Leschenault-Flughunde und 150 bis 200 Fledermäuse aus zwei Arten in der Höhle vor. Die Kudum-Höhle wird in der Roten Liste gefährdeter Arten von Bangladesch als Ort des Vorkommens des Leschenault-Flughunds (Rousettus leschenaultii) und, als einziger Fundort in Bangladesch, des Kleinen Langzungenflughunds (Eonycteris spelaea) genannt. Eine zweite in der Höhle nachgewiesene Art ist Rhinolophus macrotis. Die Lautäußerungen der Flughunde und der Geruch der Ausscheidungen von Flughunden und Fledermäusen sind je nach Windrichtung über mehrere hundert Meter wahrzunehmen.
Ein Brutpaar einer Unterart der Purpurpfeifdrossel (Myophonus caeruleus temmincki) hat in der Höhlenwand gebrütet. Im Wasser der Höhle wurden einige Fischarten gefunden: der Halbschnabelhecht (Dermogenys pusilla), die Karpfenfische Amblypharyngodon mola, Devario anomalus, Zweipunktbarbe (Pethia ticto), Kiemenfleckbarbe (Puntius chola), Goldfleckbarbe (Puntius terio) und der Schlankbärbling (Rasbora daniconius), der Steinbeißer Lepidocephalichthys thermalis sowie die Schlangenkopffische Ceylon-Schlangenkopffisch (Channa orientalis) und Punktierter Schlangenkopffisch (Channa punctata). Weitere Elemente der Höhlenfauna sind vier Arten von Schnecken und drei Spinnenarten.

## Indigene Bewohner der Umgebung
Den in der Umgebung lebenden Angehörigen der Chakma ist die Kudum-Höhle seit vielen Generationen bekannt, auch als Habitat von Fledermäusen. Kudum bedeutet in der Sprache Chakma lang. In einem Märchen der Chakma spielt die Höhle eine bedeutende Rolle als der Durchgang in ein Land mit Feldern voll goldenem Getreide und Gras und als Aufenthaltsort einer Fee, die Kleider aus Goldfäden webt. Durch den Verrat eines Schäfers wurde die Fee von einem bösen Zauberer getötet und das Wunderland zerstört. Wer alleine im Bereich der Höhle unterwegs sei, könne manchmal die zu Stein gewordene Fee sehen.